# Comuna de Kamienica
Kamienica (polaco: Gmina Kamienica) é uma gminy (comuna) na Polónia, na voivodia de Pequena Polónia e no condado de Limanowski. A sede do condado é a cidade de Modyń.
De acordo com os censos de 2004, a comuna tem 7227 habitantes, com uma densidade 75,2 hab/km².

## Área
Estende-se por uma área de 96,11 km², incluindo:
- área agricola: 32%
- área florestal: 64%

## Demografia
Dados de 30 de Junho 2004:
|                      | Total   | Total | Mulheres | Mulheres | Homens  | Homens |
| -------------------- | ------- | ----- | -------- | -------- | ------- | ------ |
|                      | pessoas | %     | pessoas  | %        | pessoas | %      |
| População            | 7227    | 100   | 3597     | 49,8     | 3630    | 50,2   |
| Densidade (pop./km²) | 75,2    | 100   | 37,4     | 37,4     | 37,8    | 37,8   |

De acordo com dados de 2002, o rendimento médio per capita ascendia a 1462,47 zł.

## Comunas vizinhas
- Dobra, Łącko, Łukowica, Mszana Dolna, Niedźwiedź, Nowy Targ, Ochotnica Dolna, Słopnice